# Metaphycus decussatus
Metaphycus decussatus är en stekelart som beskrevs av Annecke och Prinsloo 1977. Metaphycus decussatus ingår i släktet Metaphycus och familjen sköldlussteklar.
Artens utbredningsområde är:
- Costa Rica.
- Mauritius.

Inga underarter finns listade i Catalogue of Life.